# Columnea scandens
Columnea scandens är en tvåhjärtbladig växtart som beskrevs av Carl von Linné. Columnea scandens ingår i släktet Columnea och familjen Gesneriaceae. Utöver nominatformen finns också underarten C. s. tulae.